# Марица
40° 43′ 50″ N 26° 2′ 6″ E / 40.73056° С; 26.03500° И
Марица (буг. Марица, грч. Έβρος (Еврос), тур. Meriç (Мерич), лат. Hebrus) је најдужа река у унутрашњости Балканског полуострва. 
Марица је дуга 525 km (од тога у Бугарској 322 km). Извире из Маричиног језера у планини Рила у Бугарској. Тече кроз Бугарску између Родопа и Старе планине (Балкан). Гранична је река између Бугарске и Грчке (16 km), те између Грчке и Турске (185 km).
Улива се у Грчкој у Егејско море. Поречје обухвата 54.000 km².
На реци се налазе велики бугарски градови: Пазарџик, Пловдив, Димитровград, Марица, Свиленград, турски град: Једрене (код ушћа Тунџе у Марицу) и грчки градови Дидимотихон и Суфлион.
Главне притоке су Стрјама, Арда, Тунџа и Ергене. На бугарском делу тока изграђено је неколико великих хидроцентрала и брана (наводњавање). Марица је пловна од ушћа Тунџе до Егејског мора.
Долином Марице пролази део важне железничке и путне саобраћајнице Софија—Истанбул.
Грчко име за Марицу јесте Еврос, што је једнако назив тамошње области (префектура) Еврос. 
На овој реци се одиграла и чувена Маричка битка, 1371, у којој су потучене српске снаге браће Мрњавчевића од стране Турака.
Долином ове реке се може осетити велики утицај Средоземља, тј. клима је средоземна, посебно у околини града Пловдива.